# 田野畑村
田野畑村（日语：／ Tanohata mura */?）是位於日本岩手縣東北部的村，隸屬於下閉伊郡。東邊面向太平洋，轄區的海岸線全線位於三陸復興國立公園的範圍內，當地人口則集中在國道45號沿線與田野畑站、島越站的周邊地區。當地的重點產業為漁業。由於田野畑村擁有北山崎、鵜之巢斷崖等自然景點，因此觀光業在當地也相當盛行，並且相當注重體驗式的觀光旅遊，如採收香菇和海釣等。

## 地理
田野畑村境內約86%的面積被森林覆蓋。北邊坐落著七森與大峰山，西部為山勢較平緩的北上山地山岳，東部為向海岸延伸的平緩丘陵地帶，海岸線全線則位於三陸復興國立公園的範圍內。普代川、松前川、平井賀川、明戶川等河流經村内，並在東邊注入太平洋。

### 氣候
田野畑村氣候全年涼爽，6月至8月會受到挾帶涼冷潮濕空氣的東北風吹拂。冬季降雪量較少，但2月至3月會降下潮濕的大雪。

## 歷史
田野畑村自古時便有人類居住，境內的館石野1號遺跡與濱岩3號遺跡曾發掘出土器、石器與遮光器土偶。幕末時期，日本內部最大的一揆之一為田野畑地區的佐佐木彌五兵衛、畠山太助等人發起的三閉伊一揆。明治2年（1869年）3月25日，在宮古灣海戰中戰敗的幕府軍軍艦「高雄」在逃亡途中，與另一艘明治政府的船艦擱淺在田野畑的海岸。明治22年（1889年）4月1日，日本在當地實施町村制，並將田野畑村、濱岩泉村與沼袋村合併成現今的田野畑村。
2011年3月11日的東北地方太平洋近海地震在田野畑村引發震度4的地震，並造成26名村名死亡、15人失蹤、311棟非住宅建築受到損害。當地的公共設施總受損額達到1910萬4088日圓。

## 行政
現任村長佐佐木靖於2021年8月在選舉中當選，其任期將持續至2024年8月21日。

## 經濟
根據日本2015年的國勢調查統計，田野畑村的就業人口中有24.4%從事第一級產業，26.8%的就業人口從事第二級產業，其餘的48.8%則從事第三級產業。當地的重點產業為以水產養殖、定置漁業和延繩捕魚等為主的漁業，其漁獲包括鮑魚、海膽、裙帶菜等海產。而因田野畑村擁有北山崎、鵜之巢斷崖等自然景點，因此當地也相當盛行觀光業。

## 教育
田野畑村内共有1所小學校與1所中學校，分別為田野畑村立田野畑小學校，以及田野畑村立田野畑中學校。根據2020年的統計，村內的小學校共有151名學生，中學校則共有77名學生。

## 交通
國道45號與三陸沿岸道路皆通過村内，其中三陸沿岸自動道路在境內設置田野畑北交流道、田野畑中央交流道、田野畑南交流道與鵜之巢斷崖交流道。鐵路方面，三陸鐵道的谷灣線通過田野畑村，並在村内設置田野畑站與島越站。